# Trash (film)
Pour les articles homonymes, voir Trash.
Pour plus de détails, voir Fiche technique et Distribution.
Trash est un film dramatique américain réalisé par Paul Morrissey et sorti en 1970.
Il s'agit du deuxième volet de la trilogie produite par Andy Warhol, qui comprend également Flesh and Heat.

## Synopsis
Joe Smith, un héroïnomane, est en quête de nouvelles drogues. Joe entretient une relation problématique avec sa petite amie, Holly Sandiago, qui ne cesse d'être frustrée sexuellement.
Au cours de la journée, Joe fait une overdose devant un couple de la haute bourgeoisie, tente de tromper l'aide sociale pour qu'elle approuve son traitement à la méthadone en faisant croire à Holly qu'elle est enceinte, et contrarie les femmes de sa vie par son impuissance due à la drogue.

## Fiche technique
- Titre original anglais et français : Trash[1]
- Réalisation : Paul Morrissey
- Scénario : Paul Morrissey
- Photographie : Paul Morrissey
- Montage : Paul Morrissey, Jed Johnson (en)
- Production : Andy Warhol
- Société de production : Andy Warhol Factory
- Pays de production :  États-Unis
- Langue originale : anglais américain
- Format : couleurs - 1,37:1 - Son mono - 16 mm
- Durée : 110 minutes
- Genre : drame de mœurs
- Dates de sortie :
  - États-Unis : 5 octobre 1970 (New York)
  - France : mai 1971 (Festival de Cannes 1971) ; 31 octobre 1972 (sortie nationale)

## Distribution
- Joe Dallesandro : Joe Smith
- Holly Woodlawn : Holly Sandiago
- Geri Miller : danseuse Geri
- Andrea Feldman : fille riche
- John Putnam (sous le nom de « Johnny Putman ») : garçon de Yonkers
- Jane Forth : Jane
- Bruce Pecheur : Bruce, le mari de Jane
- Diane Podel : la sœur de Holly
- Rob D'Alessandro : Rob
- Sissy Spacek : fille assise au bar (non créditée)

## Production
Le film a été tourné dans le sous-sol du réalisateur Paul Morrissey à New York en octobre 1969,. Le petit ami de Warhol, Jed Johnson (en), qui était le monteur et l'ingénieur du son du film, a déclaré au magazine After Dark en 1970 qu'ils n'avaient pas rencontré Holly Woodlawn avant le jour où ses scènes ont été tournées : « Quelqu'un avait parlé d'elle à Paul et Paul a dit à cette personne de faire venir Holly un samedi après-midi. Il l'a rencontrée et nous avons commencé à tourner immédiatement. Si tout s'est aussi bien passé, c'est parce que toutes les personnes impliquées dans nos films sont très créatives. Personne n'aurait pu écrire de telles répliques », a-t-il déclaré.
Bien que Paul Morrissey soit crédité en tant que scénariste, les dialogues ont été improvisés : « Beaucoup de gens nous demandent si nous avons un scénario de travail pour nos films parce que les dialogues sont si intelligents... ce qui se passe, comme d'habitude, c'est que Paul Morrissey donne une phrase aux acteurs et les fait improviser sur un sujet pendant que la caméra tourne », a déclaré M. Johnson.
Pour la version italienne, le doublage est surpervisé par Pier Paolo Pasolini et Dacia Maraini.

## Censure en France
Le 1er octobre 1971, la Commission de contrôle des films cinématographiques recommanda l'interdiction totale; l'avis sera suivi par Jacques Duhamel le 7 octobre 1971:
Elle a retenu que, non content de présenter des scènes de pornographie d’une crudité et d’un sordide rarement atteints au cinéma, ce film constitue, en fait, le récit de la destinée d’un drogué – dont toutes les pratiques sont scrupuleusement décrites – et qu’il présente ainsi, sur des points particulièrement sensibles, un danger moral grave.
Toutefois, après coupes du film, Trash est soumis à nouveau à la Commission. La sous-commission souligne ainsi que « le film n’est pas une œuvre bâclée, ni vulgairement commerciale. Un excellent jeu d’acteurs, un bon montage, en font une réalisation digne d’intérêt » (3 juillet 1972); en séance plénière, il est décrit comme portant une « vision très décourageante de la drogue » et pouvant recevoir un visa d'exploitation avec interdiction aux mineurs.